# یگانگی بلغارستان

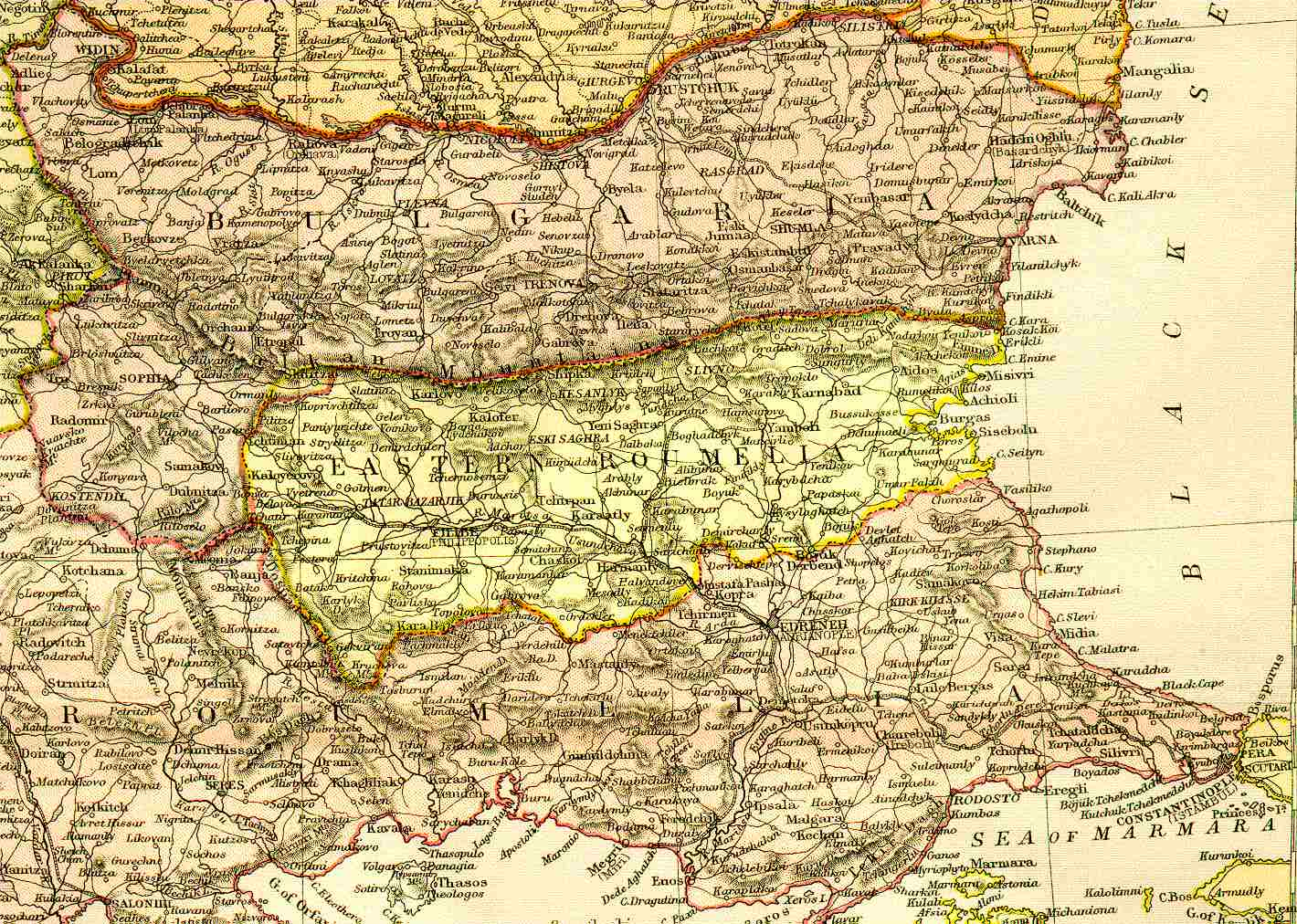
نقشه شاهزاده نشین بلغارستان و روملی شرقی قبل از یکپارچگی.

یگانگی بلغارستان (به بلغاری:Съединение на България) جنبش سیاسی یکپارچگی شاهزاده‌نشین بلغارستان و ایالت روملی شرقی در پاییز ۱۸۸۵ میلادی بود. این جنبش توسط کمیته سری انقلاب مرکزی بلغارستان (BSCRC) انجام شد. یگانگی بلغارستان پس از شورش‌های مداوم در شهرهای روملی شرقی و به دنبال کودتای ۱۸ سپتامبر ۱۸۸۵ با حمایت کنیاز بلغاری، الکساندر، به انجام رسید. کمیتهٔ سری انقلاب مرکزی بلغارستان نیز در بهار همان سال فعالیت‌های خود را به شکل گسترده‌ای سر و سامان داده بود.